# غريغوري باوم
غريغوري باوم (بالإنجليزية: Gregory Baum)‏ (و. 1923 – 2017 م) هو عالم عقيدة، وفيلسوف، وأستاذ جامعي، وكاهن كاثوليكي كندي، ولد في برلين، توفي في مونتريال، عن عمر يناهز 94 عاماً.
.

## التعليم
تعلم في جامعة ولاية أوهايو، وجامعة ماكماستر.

## جوائز
حصل على جوائز منها:
- ضابط وسام كندا.

## روابط خارجية
- غريغوري باوم على موقع ميوزك برينز (الإنجليزية)